# ロンリーガールフィフティーン
『ロンリーガールフィフティーン』（lonelygirl15）は、ウェブ上でそのインタラクティブ性を活用して公開されている、ヴィデオによる連続番組。物語はブリーという架空の思春期の娘の行動を中心に展開するが、YouTubeで彼女が名乗るユーザーネームがlonelygirl15であって、番組名はここから由来している。このシリーズは架空のキャラクターたちによって、定期的に投稿され続ける短いヴィデオ・ブログの形で発表されている。『ロンリーガールフィフティーン』は当初、表向きは実在のヴィデオ・ブロガーとして、 YouTubeで高い人気を引き寄せ、国を超えた関心を呼んだ。多くのユーザーの間でヴィデオが共有されることになった。だが仕舞いには疑念を持った視聴者たちによって、このブログが騙りであることが明らかにされた。製作者たちは想像上のキャラクターをこしらえ、これを米国生まれのニュージーランド人女優、ジェシカ・ローズが演じていた。
ニューヨーク・タイムズ紙に掲載された『ひとりぼっちの女の子（と仲間たち）はただ映画界入りしたかっただけ』と題された記事で、シリーズ製作者たちの身元が明らかにされた。脚本家でもある映画製作者でカリフォルニア州マリン郡出身のメッシュ・ フリンダース、外科研修医から映画製作に転じたマイルズ・ベケットらだ。
2006年6月16日から始まったこのシリーズはいまだ続行され、YouTubeに加えてレヴァー (Revver)、メタカフェ (metacafe)、ライブヴィデオ (LiveVideo)、ヴィオ (Veoh)、ベボ (Bebo)〔いずれも動画共有サイト〕へ定期的に新作が投稿され続けている。

## 発覚までの軌跡
『ロンリーガールフィフティーン』はYouTubeに同ユーザーネームの「実在する」16歳のヴィデオ・ブロガーとして登場した。その最初期のヴィデオで彼女は、人気のある多数のユーチューバーズYouTubersに当てて、さも彼らに愛着を持っているかのようなヴィデオ・レスポンスを投稿しているが、これでまず彼らのファンたちの気を引いたのである。結局彼女のヴィデオ・ブログは広く認知されるものとなり、次々に視聴者を増やしていった。ブリーを実在の娘だと思い込ませる目眩ましはさらに進んだ。マイスペースMySpaceに彼女のページが設えられ、彼女は多くのファンたちとより親密な交流を始めた。幾人かのファンが、lonelygirl15の投稿に疑いを持ち始め、ブリーは本当に存在する人物なのか、テレビドラマか近日公開する映画のティーザー・キャンペーンの一環ではないかと疑うようになった。（口コミ・マーケティング手法による映画『ブレア・ウィッチ・プロジェクト』のでっちあげ宣伝を思わせた）。　他方、このブログが「代替現実ゲーム」Alternate Reality Game〔メディア側主催者の提供する架空の設定にのっとり、それが現実に起こっている出来事であるかのように積極的に錯覚して参加を楽しむゲーム〕 の一部なのではないかと感じる人もいた。
2006年8月初頭、ファンたちは「WWW.・ロンリーガールフィフティーン・ドットコム・メッセージ・ボード」を立ち上げ、活発に議論し始めた。彼らは lonelygirl15のヴィデオで見逃されがちな細部の全てを洗い出し始め、わずかな矛盾点を突くことで、彼女の差し出す逸話が捏造されたものである証拠を指摘しようとした。ロサンジェルス・タイムズの記者リチャード・ラッシュフィールドが最初に騙りの証拠を提示した。彼の記事ではシャイナ・ウェドメディクとクリス・パターソン、それに匿名を希望する法学生の3人がマイスペース上である種の詐術を用いて、ヴィデオ製作に大手芸能エージェンシーのCAAが絡んでいる事実を明らかにしているのだ。こうして16歳の「ブリー」は、実は19歳のニュージーランド人女優、ジェシカ・ローズが演じているのだと世に知られることになった。
lonelygirl15のYouTube上の人気の高さから、各メディアはこの話題をこぞって採り上げ、暴露までの歩みに加え、ヴィデオが創作物だと発覚したその結果について大きく採り上げた。顛末からいって当然のことだが、数多くのマスコミとトーク・ショーが、製作者たちと主演者たち自身にインタビューで語らせようと動いた。
ニューヨーク・タイムズ紙の記者ヴァージニア・ヘファーナンは9月12日、ジェシカ・ローズと彼女の「共謀者たち」の身元について、更に大きいすっぱ抜き記事をものにした。製作に関わったのは脚本家兼映画製作者でカリフォルニア州マリン郡出身のメッシュ・ フリンダース、外科研修医から映画製作に転じたマイルズ・ベケット、またソフトウエア・エンジニアのグラント・スタインフェルドもカメラマンとして現場に参加している。アマンダ・ソロモン・ グッドフリードは製作者、出演者らの身元を隠す取り組みを手伝い、またブリーのオンライン上の分身として投稿を続けてきた。彼女の義理の父 ケネス・ グッドフリードは法律に関する諸問題を担当した。グラント・スタインフェルドによると、彼らスタッフ全員で秘密保持契約を交わしていたという。スタインフェルドは、タイムズ紙に最も多くの証言を寄せ、彼の撮ったブリーの部屋のセットの写真を証拠として提出した。同じく9月12日、3人の主要スタッフはロサンジェルス・タイムズの取材に応じ、第三の主要パートナーとしてグレッグ・ グッドフリードを紹介した。
素顔をさらけ出し、架空の創造物として受け入れられた『ロンリーガールフィフティーン』はYouTubeとレヴァー両方に投稿される新作を通して、物語を織り紡ぎ続けている。

## 騙りの発覚後
- 2006年、ジェシカ・ローズは国連が行った貧困撲滅のキャンペーンに、オンライン・ヴィデオの形で参加した。ローズは『ロンリーガールフィフティーン』の役を演じ、いつものベッドルームに腰掛け、カメラに向かって話しかけるが、内容は貧困対策についてのもので、いつもの物語の主題とはかけ離れたものになった。このヴィデオは別の新しく取られたアカウントから投稿されており、元々のチャンネルからも切り離されている。

- 2006年11月20日、公式サイトのロンリーガール・フィフティーン・ドットコムは、『オプアフィド』OpAphid〔『ロンリーガールフィフティーン』のあるエピソードでブリーが口走った言葉から取られた組織の名称であり、ユーザーネームでもある〕を『ロンリーガールフィフティーン』公式の「代替現実ゲーム」として認定したと発表した。『オプアフィド』のヴィデオは、この年の9月下旬に〔ブリーへのヴィデオ・レスポンスという形で〕投稿が始められて以来、多くの視聴者を悩ませてきた、『ロンリーガールフィフティーン』ファンによる良質の創作物である。〔謎めかした雰囲気の連作の中に、言葉遊びを使った謎解きがあり、これが視聴者を引き付けた。〕このときの発表ではこの『オプアフィド』に加え、Tachyon、10033/Brotherらの各代替現実ゲームキャラクターを今後物語中に組み入れていくと告げた。〔Tachyon、10033（10033がYouTubeでのユーザーネーム、Brotherがレヴァーでのもの）はいずれも『オプアフィド』に絡めた登場人物。〕2007年2月の初頭にはこれらキャラの作者であり、『オプアフィド』の元々の創作者であるとしてグレン・ルービンスタインが紹介された。現在では製作者たちとルービンスタインとの間に生じた何らかの事情から、『オプアフィド』は公式の「代替現実ゲーム」からはずされている。

- 2006年のTVドラマ、『LAW & ORDER:クリミナル・インテント』Law & Order: Criminal Intentでは話題の渦中にあった『ロンリーガールフィフティーン』に「インスパイアされた」エピソードがあった。これは"Weeping Willow"と題されたもので、ミシェル・トラクテンバーグ扮するweepingwillow17という名のVロガーが登場する。黒づくめの男たちが彼女とボーイフレンドを誘拐し、ウェブサイト上のファンたちに彼女の命と引き換えに多額の寄付金を要求する。調べに当たった捜査官たちはwillowが実在の人物なのか、演じられた偽者でしかないのか知ることが出来ない。また他の幾人ものVロガーは、ユーザーからweepingwillow17同様の偽者に違いないと非難される憂き目に遭う。ちょうどYouTubeで起こった事と同じ状態である。このエピソードで事件の舞台となるサイトは「ユーレンズ」YouLenzだった。

- 2006年11月9日、モントリオールのアーティスト、ディーは新曲とそのミュージック・ヴィデオに『ロンリーガール』という題名を付けてリリースした。このヴィデオはブリーのベッドルームを寸分違わず模したレプリカのセットで撮り上げられた。2007年2月にこのヴィデオはYouTubeのトップページに取り上げられ、何十万もの閲覧数を得た。

- ワイアード・マガジンが『YouTubeは大人になった』と題してYouTubeを特集した2006年12月号ではカヴァーをジェシカ・ローズが飾った。

- 『ロンリーガールフィフティーン』はケーブルTV局、VH1の『ビッグ・イン・'06アウォード』で「ビゲスト・ウェブ・ヒット・アウォード」を受賞した。

- 『ロンリーガールフィフティーン』のエピソード"Truth or Dare"では、アメリカン・アイドル決勝次点者だったキャサリン・マクフィーがカメオ出演している。

- 映画『鉄板英雄伝説』Epic Movieのために、カーメン・エレクトラが『ロンリーガールフィフティーン』をパロディーにした連作予告編がYouTube上で公開された。エレクトラはここで"lonelygirl362436"に扮した。ダニエルを演じる俳優ユーゼフ・アル・タレブ はこのヴィデオでも同じ役で顔を出している。

- 2007年3月に執り行われた「YouTube・ヴィデオ・アウォード」の「ベスト・シリーズ」部門では、『アスク・ア・ニンジャ』、『アスク・ア・ゲイ・マン』、『チャド・ベイダー、デイ・シフト・マネージャー』らがそれぞれ順に1位、2位、3位という結果で終わり、『ロンリーガールフィフティーン』シリーズは4位の成績に甘んじた。ニューヨーク・タイムズ紙は、この結果について、YouTubeコミュニティがシリーズに対して持つ悪意のためという考えを述べている。

## 主要キャラクター
ブリー/lonelygirl15
ブリーは元気な17歳の女の子（シリーズ開始時は16歳）。厳格で信仰心厚い両親の方針で、生活の大半を自宅学習に費やしてきた。彼女は知性にあふれ博識でもあるが、受けてきた過保護な教育のせいで世間知らずが過ぎるところがあり、感情的で、子供っぽさが抜けない。彼女の家族は謎に包まれたカルト組織「ジ・オーダー」the Orderに所属している。シリーズの早い段階から、この組織について「セレマ」Therema〔神秘主義者アレイスター・クロウリー（1875～1947）が発案、体系化した神秘思想〕との類似を指摘されており、憶測を呼んだ。
ダニエル/Danielbeast
ダニエルはブリーの一番の親友。根っからくつろいだ性格で、少しばかり怠惰なところがある反面、ブリーを守るために身を挺す覚悟を持っている。ブリーが時々、空想の世界に飛んで夢見がちになる時にはいつも、諭して現実に連れ戻す役割を引き受ける。また彼は建物に侵入する方法など、臨時のスパイ活動にはうってつけの特技を持っている。
ジョナス/jonastko
ジョナスの初登場は、ジェンマ同様、ブリーへのヴィデオ・レスポンスの投稿だった。裕福な彼の両親は6年前に失踪していて、ジョナス自身は成長するまで乳母に育てられていた。自己紹介によると、今では自由にできる相続財産である広大な屋敷を持ち、ここで一人で生活していたのだった。彼は逃亡中のブリーとダニエルの隠れ家に自宅を提供する。その後3人は屋敷を離れ、山岳地の別荘や彼のおばの家など、ジョナスの見知った数々の場所へと移動を続けることになる。おばの家からの逃亡劇の後、ジョナスは彼女から、両親が実は存命しているが、これまで確証がなかったのだと告げられている。
テイラー/soccerstar
当初からブリーと同様のスタイルでヴィデオを作り続けている、レヴァーへの投稿者。彼女は初め、ジョナス、ダニエル、ブリーたちに接触して、「ジ・オーダー」の儀式に向けて条件を満たす新しい候補者、ジュールスに関する情報を聞かせるために姿を見せた。以後もこの三人に「ジ・オーダー」と戦い続けるための手がかりとなる情報を送り、援助を続けている。
サラ/
テイラーの姉で、元チアリーダー。両親の離婚にひどく心を痛め、人生観、態度や服の趣味にまで分裂した人格を持つようになった。しかしテイラーは、この人格の変化はトラウマに対抗するための演技に過ぎないと言っている。彼女はブリーが「ジ・オーダー」によって連れ去られてしまった際にジョナスとダニエルの仲間に加わり、儀式の完了する前にブリーを助けようとする試みを続けている。

## 過去のキャラクター
ジェンマ/gemmers19
ジェンマは最初、YouTube上でブリーへのヴィデオ・レスポンスの投稿者として現れた。彼女たちはブリーがイングランドに住まっていた時の友達同士で、共に「ジ・オーダー」の一員でもあった。ブリーがシリーズの初期に言及していた、英国滞在時に一番の仲良しだった犬の飼い主がジェンマだった。「ジ・オーダー」から身を遠ざけてきた彼女は、今は大学生になってロンドンのフラットに住んでいると言う。投稿ヴィデオの中で、彼女は当地での生活について語る一方、時折ブリーにアドバイスを与えるのだった。ところが後になって、ジェンマは実は「ジ・オーダー」の現役のエージェントであり、終始南カリフォルニアにいたことが明らかとなる。彼女の姿が最後に認められたのは"Brother"からの投稿ヴィデオの中だった。そこでジェンマは彼に狙撃されたことがほのめかされている。

## トリビア
- このシリーズの企画中のタイトルは「錨入り江の子供たち」The Children of Anchor Cove というものだった。

- 『ロンリーガールフィフティーン』のエピソードには、視聴者にはおなじみのものとなった特徴ある小道具がいくつも登場する。繰り返し登場する物としては、ピンク色の毛羽っぽいボア、サファリ帽、ブリーお気に入りの紫色をした猿のぬいぐるみ（愛称は"ピー・モンキー"）。それから緑色の亀のぬいぐるみ、オーウェン (愛称オン)。

- 『ロンリーガールフィフティーン』に流れる音楽の大半はマグナチューンとCCミクスター両サイトから購入したもので、クリエイティブ・コモンズ・ライセンスが適用されている。当初『ロンリーガールフィフティーン』のヴィデオではRIAA(米国のレコード会社各社による業界団体)の管制下にあるロイ・オービソンやネリーの音楽を使用していた。だが直ぐさま、より法的処理が便利で幅広い楽曲が使用できるクリエイティブ・コモンズ・ライセンス適用曲の使用に乗り換えることになった。また『ロンリーガールフィフティーン』は〔音楽ダウンロード・サーヴィスの〕アミー・ストリート(Amie Street)と手を組んで、これまで各エピソードの中に売り出し中の曲を織り込んできた。